# Kananohe (Naturschutzgebiet)
Der Kananohe ist ein Naturschutzgebiet im Ortsteil Engelbostel der niedersächsischen Stadt Langenhagen in der Region Hannover.
Das Naturschutzgebiet mit dem Kennzeichen NSG HA 195 ist 45 Hektar groß. In das Naturschutzgebiet, das vollständig vom Landschaftsschutzgebiet „Ellernbruch“ umgeben ist, ist das 1974 ausgewiesene, 11,4 Hektar große Naturwaldreservat „Cananohe“ einbezogen. Das Gebiet steht seit dem 22. Juni 2000 unter Naturschutz. Zuständige untere Naturschutzbehörde ist die Region Hannover.
Das Naturschutzgebiet liegt nördlich der Splittersiedlung Kananohe in einem Waldgebiet nördlich des Flughafens Hannover. Es stellt einen Teil eines durch mesophile und bodensaure Eichen-Mischwälder geprägten Waldgebietes unter Schutz. Auf feuchteren Standorten geht dieses in Birken-Stieleichenwald mit Anklängen an Birkenbruchwald über, während trockenere Standorte von Eichen-Hainbuchenwald eingenommen werden. Das Waldgebiet weist eine meist nur spärlich entwickelte Strauch- und Krautschicht auf. Der Alt- und Totholzanteil ist hoch. 
Während der Naturwaldbereich seiner natürlichen Entwicklung überlassen wird, werden die übrigen Bereiche innerhalb des Naturschutzgebietes als Naturwirtschaftswald und lichter Wirtschaftswald unter Berücksichtigung der Erhaltung bzw. Entwicklung der natürlichen Waldbestände forstwirtschaftlich genutzt. Das Gebiet wird von zahlreichen Gräben durchzogen, die zur nördlich des Naturschutzgebietes durch das Waldgebiet fließende Auter entwässern.

## Trivia
1843 entnahm hier der Hofgarteninspector Heinrich Ludolph Wendland aus Cananohe 36 60-jährige Stieleichen und transportierte sie in einer aufsehenerregenden Aktion zum Hain des Welfenmausoleums im Berggarten von Herrenhausen.